# SuperB
SuperB è una collaborazione internazionale che aveva l'obiettivo di costruire un acceleratore di particelle che producesse, tramite collisioni di elettroni e positroni un gran numero di particelle pesanti, contenenti quark di diversi sapore. Tecnicamente è una "e+e- Super Flavor Factory asimmetrica ad alta luminosità (≥{\displaystyle 10^{36}cm^{-2}s^{-1}})".
Il programma scientifico di SuperB è focalizzato sulla Nuova Fisica ed è complementare con i programmi del Large Hadron Collider e dell'International Linear Collider.
Gli studi possibili con questo acceleratore costituiranno una opportunità unica per la comprensione profonda di Nuova Fisica scoperta con LHC, e qualora non fosse trovata ad LHC, potrà spingere la sua sensibilità a discernere segnali di NF presente ad energie più alte di LHC aiutando a definirne la scala.
Con gli esperimenti della SuperB i principi della fisica quantistica ci permetteranno di vedere, per un piccolissimo istante e come illuminate da un flash, materia e antimateria così come erano 14 miliardi di anni fa, subito dopo il Big Bang. La SuperB produrrà e registrerà decine di miliardi di queste istantanee, come tante dettagliate fotografie tridimensionali dell'universo primordiale.
Il SuperB Conceptual Design Report, firmato  da 85 istituzioni di tutto il mondo, è stato  pubblicato nel marzo 2007.
Il progetto SuperB ha ottenuto un finanziamento del CIPE, e sarà realizzato nell'area dell'Università degli Studi di Roma "Tor Vergata".
In data 28 novembre 2012 il progetto SuperB è stato soppresso.